# VASH2
VASH2 (англ. Vasohibin 2) – білок, який кодується однойменним геном, розташованим у людей на 1-й хромосомі. Довжина поліпептидного ланцюга білка становить 355 амінокислот, а молекулярна маса — 40 450.
| 10         |  | 20         |  | 30         |  | 40         |  | 50         |
| ---------- |  | ---------- |  | ---------- |  | ---------- |  | ---------- |
| MTGSAADTHR |  | CPHPKGAKGT |  | RSRSSHARPV |  | SLATSGGSEE |  | EDKDGGVLFH |
| VNKSGFPIDS |  | HTWERMWMHV |  | AKVHPKGGEM |  | VGAIRNAAFL |  | AKPSIPQVPN |
| YRLSMTIPDW |  | LQAIQNYMKT |  | LQYNHTGTQF |  | FEIRKMRPLS |  | GLMETAKEMT |
| RESLPIKCLE |  | AVILGIYLTN |  | GQPSIERFPI |  | SFKTYFSGNY |  | FHHVVLGIYC |
| NGRYGSLGMS |  | RRAELMDKPL |  | TFRTLSDLIF |  | DFEDSYKKYL |  | HTVKKVKIGL |
| YVPHEPHSFQ |  | PIEWKQLVLN |  | VSKMLRADIR |  | KELEKYARDM |  | RMKILKPASA |
| HSPTQVRSRG |  | KSLSPRRRQA |  | SPPRRLGRRE |  | KSPALPEKKV |  | ADLSTLNEVG |
| YQIRI      |  |            |  |            |  |            |  |            |

A: Аланін

C: Цистеїн

D: Аспарагінова кислота

E: Глутамінова кислота

F: Фенілаланін

G: Гліцин

H: Гістидин

I: Ізолейцин

K: Лізин

L: Лейцин

M: Метіонін

N: Аспарагін

P: Пролін

Q: Глутамін

R: Аргінін

S: Серин

T: Треонін

V: Валін

W: Триптофан

Кодований геном білок за функцією належить до фосфопротеїнів. 
Задіяний у такому біологічному процесі, як альтернативний сплайсинг. 
Секретований назовні.